# 함안 장춘사 오층석탑
함안 장춘사 오층석탑(咸安 長春寺 五層石塔)은 대한민국 경상남도 함안군 칠북면, 장춘사에 있는 오층석탑이다.
1972년 2월 12일 경상남도의 유형문화재 제68호 장춘사 5층석탑으로 지정되었다가, 2018년 12월 20일 현재의 명칭으로 변경되었다.

## 개요
장춘사 대웅전 앞에 서 있는 탑으로, 다른 곳에 있던 것을 이곳으로 옮겨온 것이다.
원래는 2층 기단(基壇) 위에 5층의 탑신(塔身)을 올리고 있었으나 현재는 4층까지만 남아 있다. 탑신의 몸돌은 이 탑에서 가장 주목되는 부분으로, 평면이 모두 사다리꼴이 되도록 윗면의 폭을 좁혔다. 이는 층수가 올라감에 따른 시각적 안정감을 주기 위한 것으로 생각된다. 지붕돌은 밑면의 받침을 1·2층은 3단, 그 이상은 모두 2단을 두었고, 수평을 이루던 처마는 네 귀퉁이에서 살짝 들려 있다. 꼭대기에는 머리장식을 받치던 네모난 받침돌만 남아 있다.
전체적으로 안정감보다는 높고 날렵한 느낌을 주고 있다. 각 부분의 양식이나 수법으로 보아 고려 후기에 세운 것으로 추정된다.

## 현지 안내문
장춘사는 832년(흥덕왕7)에 무염국사가 초창하였다는 유서 깊은 사찰이다. 그러나 사찰의 자세한 내력은 잘 알 수 없으며, 남아 있는 석조물들이 이 사찰이 고찰이었음을 말해주고 있을 따름이다. 
대웅전은 정면 3칸, 측면 2칸 크기의 팔작지붕 건물로 1979년에 중창한 것이다. 대웅전 뒤편에 정면과 측면이 각 1칸 규모의 작은 약사전이 있으며, 거기에는 신라말·고려초 무렵의 것으로 추정되는 석조여래좌상이 봉안되어 있다. 금동불상처럼 보이지만 석조상에 개금한 것이며, 그 때문에 원 석조상의 조각 수법을 알기 어렵다.

## 참고 자료
- 장춘사오층석탑 - 국가유산청 국가유산포털